# SN 2004ft
SN 2004ft – supernowa typu Ia odkryta 17 października 2004 roku w galaktyce A023332-0809. W momencie odkrycia miała maksymalną jasność 22,40m.